# صبة جلد الثور

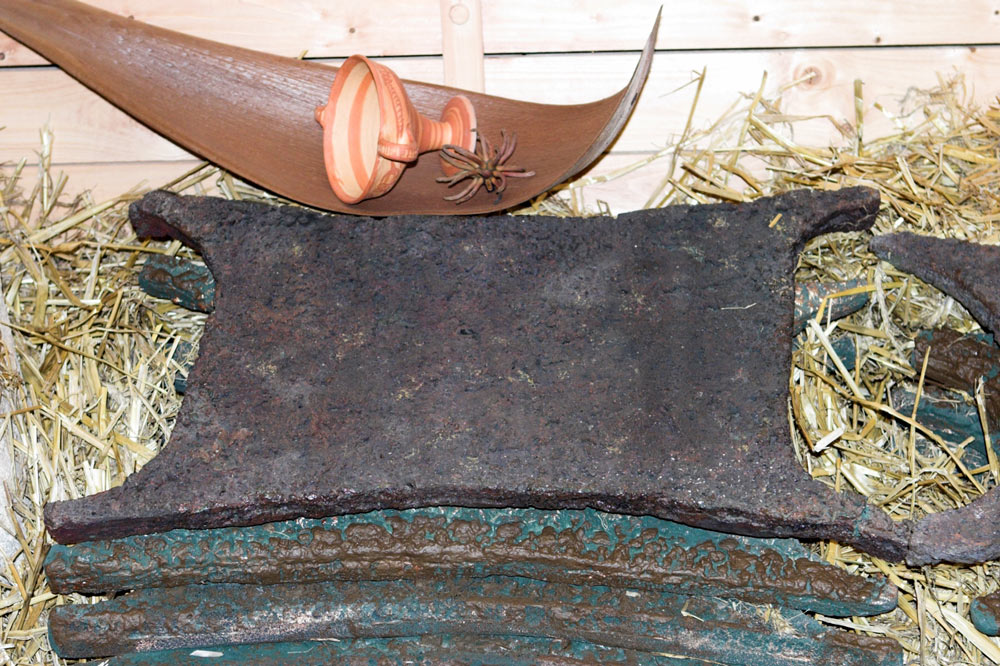
ثلاث صبات جلد الثور من حطام سفينة اولوبورون

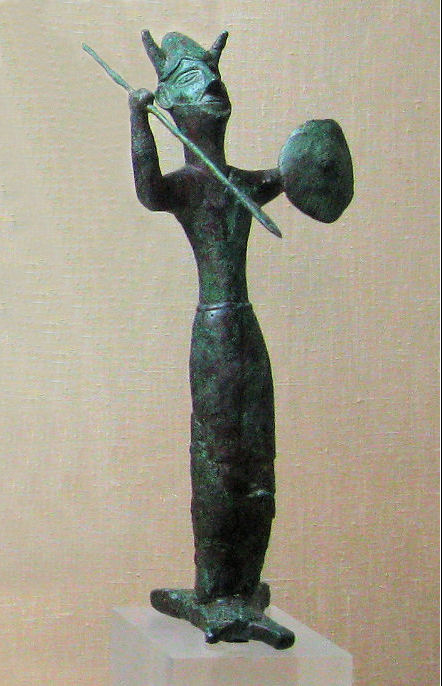
إله يقف على صبة، إنكومي في قبرص

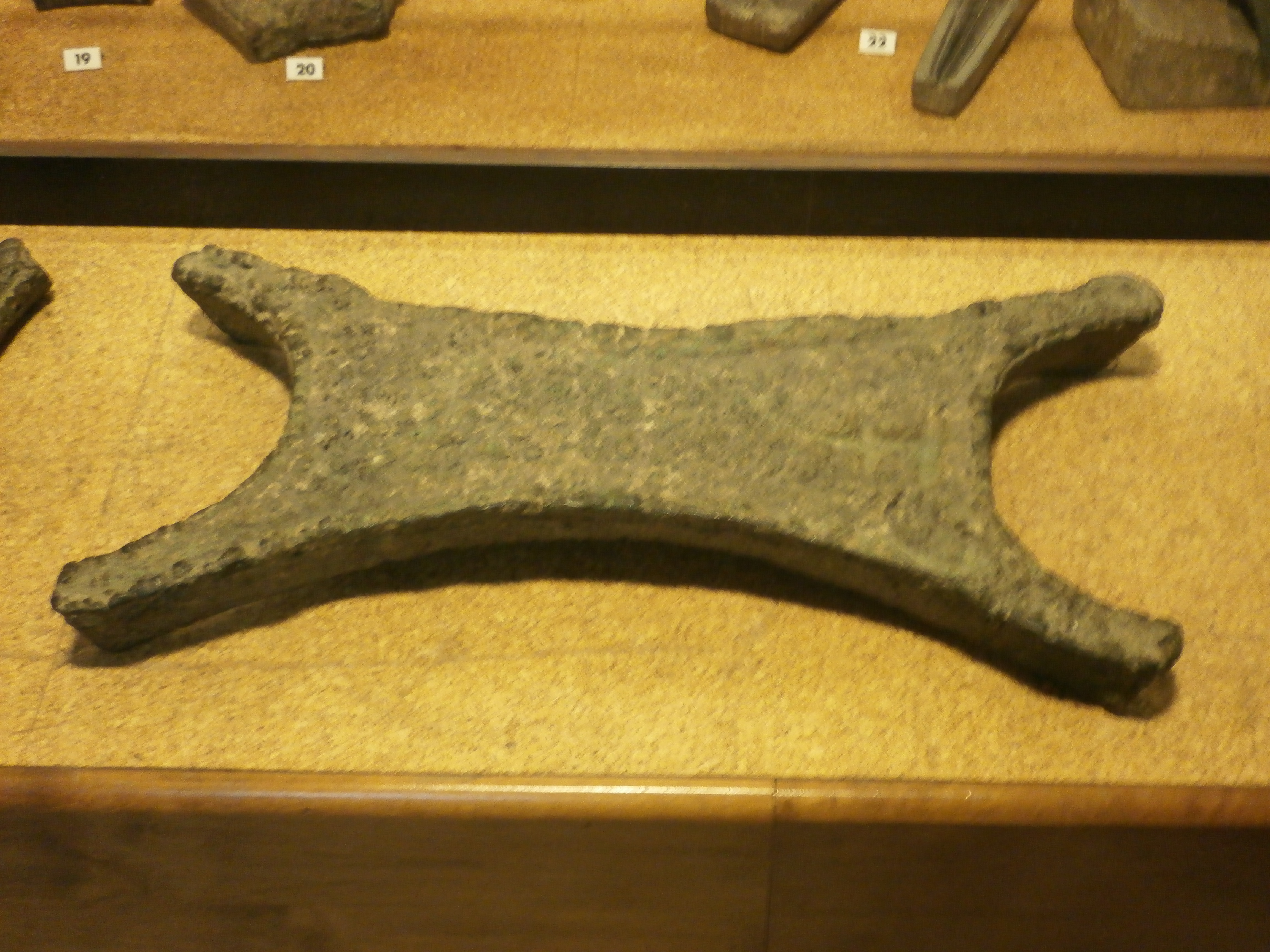
صبة جلد الثور في المتحف الأثري في كالياري

صبات جلد الثور (في أغلب المنشورات القديمة تسمى صبات كفتيو  )؛ هو المصطلح المستخدم في علم المعادن الأثري لصبات كبيرة معدة للتجارة لمسافات طويلة خلال العصر البرونزي المتأخر في شرق البحر المتوسط (بين 1600 و 1000 قبل الميلاد.) والتي كانت تعتبر أيضًا وسيلة دفع قبل النقد (عملة بدائية) وكانت في الغالب مصنوعًا من النحاس الخام، ونادرًا ما تكون مصنوعة من البرونز. استخدمت صبات النحاس المصنوعة على شكل جلود الأبقار الممتدة على نطاق واسع كسلعة. الصبات القديمة مصنوعة من النحاس النقي تقريبًا وتزن 20-40   كجم، العديد منها بين 29 و 30 كجم، مما أدى إلى افتراض أنها تتوافق مع تالنت سابقة في بحر إيجة. بالإضافة إلى ذلك، هناك صبات جلد الثور مصنوعة من القصدير.
خلال العصر البرونزي المتأخر، استخرج النحاس في شرق البحر الأبيض المتوسط، ولا سيما في قبرص، الغنية بخامات النحاس، ومن هناك صار إلى تصديره على شكل صبات النحاس بشكل ما يسمى صبات جلد الثور . شظايا من صبات جلد الثور القبرصية من الفترة بين القرن 16 والقرن 11 قبل الميلاد يمكن العثور عليها في أجزاء كبيرة من بلدان البحر الأبيض المتوسط، حتى سردينيا، وفي البلقان وشمال جبال الألب. من خلال تجارة البحر الأبيض المتوسط الواسعة للفينيقيين، جاء النحاس من جزيرة النحاس قبرص إلى المصريين، الذين تبنوا كل من المعدن وصيغته كعملة.

## كرونولوجيا
اكتشف أقدم الصبات المعروفة على شكل جلد الثورفي كريت - التي لم يكن قيها خامات نحاسية خاصة بها - وفي بحر إيجه (أيا إيريني على كيوس وكيمي) وفي فلسطين. تاريخ الاكتشافات من القرن 16 و 15 قبل الميلاد. ولدينا تصويرات لهذه الصبات في هذه الفترة من مصر. مؤخرًا كتشفت تصويرات محتملة لصبات جلد الثور في موقعين في السويد. وفي بحر إيجة، ربما  لصبات منتجة في قبرص  لم تعد تصنع منذ القرن الحادي عشر قبل الميلاد. في سردينيا، كانت هذه الصبات لا تزال في القرن العاشر تستخدم للتجارة.

## المواقع

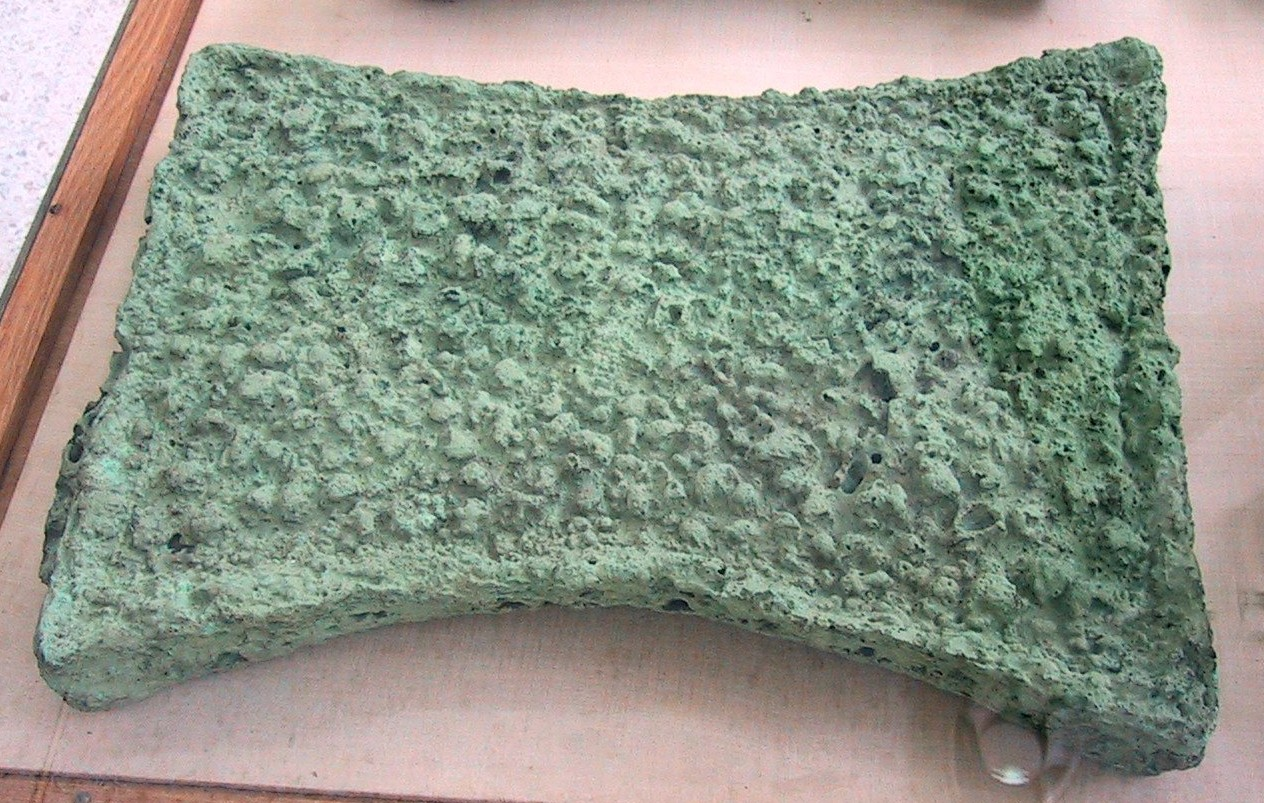
صبة جلد الثور عثر عليها في شرق كريت في كاتو زاكروس

عثر على صبات جلد ثور في آشور، ومصر (بر-رمسيس)، وفي بلاد الشام، وفي قبرص، وفي آسيا الصغرى (خاتوشا وغيرها)، واليونان (عدة مواقع في البر الرئيسي وفي جزيرة كريت)، في الجزء الأوروبي من تركيا (بالقرب من تكيرداغ على بحر مرمرة)،  في بلغاريا (سوزوبول  وكذلك مواقع أخرى )، في رومانيا (مقاطعة كلوج)  في جنوب ألمانيا (اوبرفيلفلينغين)  ، في جنوب فرنسا (سيت)  ، في جنوب إيطاليا، في صقلية (كاناتيلو، ثابسوس)  وسردينيا (اكتشف الكنز المعدني لسرا إيليشي بالقرب من نوراغوس). معظم صبات جلد الثور غثر عليها حتى الآن في سردينيا وقبرص.
تأتي الاكتشافات المهمة أيضًا من حطام سفينة اولوبورون وحطام السفينة من خليدون. وعثر على جزء من صبة جلد الثور في قنتير في دلتا النيل. تاريخ الطبقات المكتشف فيها تعود إلى القرن 13 قبل الميلاد. وفقًا لتحليلات نظائر الرصاص، ربما يأتي المعدن من منطقة ابيليكي في شمال غرب قبرص.

## صبات جلد الثور القصديرية
في العصر البرونزي المتأخر، هناك أيضًا صبات جلد الثور قصدير من السفينة المكتشفة في رأس كليدونيا في خليج أنطاليا (ليقيا، من القرن 14 إلى 12 قبل الميلاد) - اليوم تركيا - على سبيل المثال. رفعت صبة من القصديرعلى شكل H من البحر في سنت موس St Mawes مقابل ميناء فالماوث. شكله يشبه الأشكال في العصر البرونزي المتأخر. وفقًا لمصادر مكتوبة، فإن علم المعادن الأثري يُرجع الصبات إلى القرن الرابع قبل الميلاد.

## تجارة النحاس
تشهد الصبات والأواني الفخارية - خاصة الفخار الميكيني الموجود في العديد من المناطق - على شبكة التجارة الكثيفة للعصر البرونزي المتأخر الممتدة لأجزاء كبيرة من البحر الأبيض المتوسط.

## التمثيلات التصويرية
يمكن العثور على العديد من الرسوم التصويرية لصبات جلد الثور في مصر، على سبيل المثال في قبر نب-يمن Nb-Imn (أكبرمشتغلي النحت النافر بالفترة 1385-1370 قبل الميلاد، حيث يظهر أيضًا صهر المعادن أو الصبات. في إنكومي في قبرص يصور إله بقرون (المرحلة القبرصية المتأخرة III) واقفًا على صبة جلد الثور.

## المؤلفات
- أندرياس هاوبتمان / روبرت ماددين: قضبان النحاس في Uluburun. الجزء 1: جودة المعادن للسوق العالمية؟ في: alnsal Yalçin (ed.): السفينة من Uluburun. متحف التعدين الألماني، بوخوم 2005، ISBN 3-937203-18-4، ص 133 - 141.
- بوابة نويل إتش.: قضبان نحاس أولوبرون. الجزء 2؛ تحليل نظائر الرصاص للنوى من الصبات. في: alnsal Yalçin (ed.): السفينة من Uluburun. متحف التعدين الألماني، بوخوم 2005، ISBN 3-937203-18-4، ص 141-148.
- آنا جوسلار: ثور إخفاء القضبان: تجارة النحاس في العصر البرونزي المتأخر في البحر الأبيض المتوسط. 2008
- مارغريت بريماس: قضبان الجلد الثور في أوروبا. في: alnsal Yalçin (ed.): السفينة من Uluburun. متحف التعدين الألماني، بوخوم 2005، ISBN 3-937203-18-4، ص 385-392.
- Kemal Sertok / Hamia Gullüce: قضبان جلد الثور من منطقة الفرات المركزية In: Ünsal Yalçin (ed.): السفينة من Uluburun. متحف التعدين الألماني، بوخوم 2005، ص 393-398. ISBN 3-937203-18-4 .
- Noel H. Gale ، Zophia A. Stos-Gale: حول أصل القضبان النحاسية من حطام السفينة في Uluburun وتجارة المعادن البرونزية المتأخرة في البحر الأبيض المتوسط. في: alnsal Yalçin (ed.): السفينة من Uluburun. متحف التعدين الألماني، بوخوم 2005، ISBN 3-937203-18-4، ص 117 - 133.
- سيرينا ساباتيني: إعادة النظر في صبات أكسيد العصر البرونزي المتأخر. المعاني والأسئلة والمنظورات. في: Ole Christian Aslaksen (ed.): وجهات نظر محلية وعالمية حول التنقل في منطقة البحر الأبيض المتوسط الشرقية (= أوراق ودراسات من المعهد النرويجي في أثينا، المجلد 5). المعهد النرويجي في أثينا، أثينا 2016، ISBN 978-960-85145-5-3، ص 15-62.
- مارجريتا بريماس، إرنست بيرنيكا: تم العثور على الإيداع في Oberwilflingen. نتائج جديدة حول تداول القضبان المعدنية ، Germania 76، 1998-1، ص 25-65. عبر الإنترنت على Academia.edu

## روابط إنترنت
- silberberg-davos.ch (PDF ؛ 2.11   ميغابايت)
- بارات بولوك في المتحف البريطاني

## حواشي
1. ↑  Eingeführt wurde diese Bezeichnung durch Hans-Günter Buchholz: Keftiubarren und Erzhandel im zweiten vorchristlichen Jahrtausend. Prähistorische Zeitschrift 37, 1959, S. 1–40.
2. ↑  Sabatini 2016, S. 17 (mit neueren Belegen); Bereits ausführlicher zu dieser Diskussion: A. Bernard Knapp: Prehistoric and Protohistoric Cyprus. Identity, Insularity, and Connectivity.OUP, Oxford 2008, S. 309 ff.
3. ↑  Sabatini 2016, S. 19–26, Abb. 1, 2b, 3, 4; S. 49f. Tabelle 1.
4. 1 2  Vasiliki Kassianidou: Cypriot Copper in Sardinia: Yet Another Case of Bringing Coals to Newcastle? In: Fulvia Lo Schiavo et al. (Hrsg.): Archaeometallurgy in Sardinia. Éditions Monique Mergoil, Montagnac 2005, S. 336.
5. ↑  James David Muhly et al., S. 283
6. ↑  Reinhard Jung: Aspekte des mykenischen Handels und Produktenaustauschs. In: Barbara Horejs, Reinhard Jung, Elke Kaiser, Biba Teržan (Hrsg.): Interpretationsraum Bronzezeit: Bernhard Hänsel von seinen Schülern gewidmet., Habelt GmbH, Bonn 2005, S. 57. (online) نسخة محفوظة 2020-06-01 على موقع واي باك مشين.
7. ↑  James David Muhly: The Role of Cyprus in the Economy of the Eastern Mediterranean. In: Vassos Karageorghis (Hrsg.): Acts of the International Archaeological Symposium „Cyprus between the Orient and the Occident“ Nicosia, 8–14 Sept. 1985., Department of Antiquities, Cyprus, Nicosia 1986, S. 55–56.
8. ↑  zu den drei letztgenannten Funden Reinhard Jung: Aspekte des mykenischen Handels und Produktenaustauschs. In: Barbara Horejs, Reinhard Jung, Elke Kaiser, Biba Teržan (Hrsg.): Interpretationsraum Bronzezeit: Bernhard Hänsel von seinen Schülern gewidmet., Habelt GmbH, Bonn 2005, S. 57. (mit weiterer Literatur)
9. ↑  M. Rotea: Die Mittlere Bronzezeit im Karpaten-Donau-Raum (19.–14. Jahrhundert v. Chr.). In: M. Rotea/T. Bader (Hrsg.), Thraker und Kelten beiderseits der Karpaten. Ausstellungskatalog Eberdingen, Eberdingen 2000/2001, S. 25f., Abb. 14–15 (zit. nach R. Jung); Reinhard Jung: Aspekte des mykenischen Handels und Produktenaustauschs. In: Barbara Horejs, Reinhard Jung, Elke Kaiser, Biba Teržan (Hrsg.): Interpretationsraum Bronzezeit: Bernhard Hänsel von seinen Schülern gewidmet., Habelt GmbH, Bonn 2005, S. 57f.
10. ↑  Margarita Primas, Ernst Pernicka: Der Depotfund von Oberwilflingen. Neue Ergebnisse zur Zirkulation von Metallbarren, Germania 76, 1998-1, S. 25–65.
11. ↑  Fulvia Lo Schiavo: The oxhide ingot from Sète, Hérault (France). In: Fulvia Lo Schiavo, James D. Muhly, Robert Maddin, Alessandra Giumlia-Mair (Hrsg.): Oxhide ingots in the Central Mediterranean, Rom 2009, S. 421–430.
12. ↑  Claudia Sagona: Beyond the Homeland: Markers in Phoenician Chronology. University of Michigan, 2008, ISBN 978-90-429-2014-9, S. 463
13. ↑  Fulvia Lo Schiavo: Oxhide Ingots in the Mediterranean and Central Europe. In: Fulvia Lo Schiavo et al. (Hrsg.): Archaeometallurgy in Sardinia. Éditions Monique Mergoil, Montagnac 2005, S. 307.
14. ↑  N. Gale, Z. Stos-Gale: Copper Oxhide Ingots and the Aegean Metals Trade. New Perspectives. In: P. P. Betancourt, V. Karageorghis, R. Laffineur, W.-D. Niemeier (Hrsg.): Meletemata: Studies in Aegean Archaeology presented to Malcolm H. Wiener as he enters his 65th Year. Kliemo, Eupen 1999, S. 272.
15. ↑  Vgl. George Fletcher Bass: Cape Gelidonya: a bronze age shipwreck (=American Philosophical Society 89). Philadelphia 1967; James David Muhly et al: The Cape Gelidonya Shipwreck and the Bronze Age Metal Trade In: Journal of Field Archaelogy 4. 1977, S. 353–362.
16. ↑  Vgl. Hans Günter Buchholz: Keftiubarren und Erzhandel im zweiten vorchristlichen Jahrtausend. In; Prähistorische Zeitschrift 37. 1959, S. 1–40.
17. ↑  Hans Krähenbühl: نسخة محفوظة [Date missing], at www.silberberg-davos.ch (PDF) In: Bergknappe. 3/2001, S. 25. Zu weiteren ägyptischen Darstellungen von Ochsenhautbarren siehe Sabatini 2016, S. 21 f., 25 f., 30.